# Makeni
Makeni é a quarta maior cidade de Serra Leoa e a maior e mais próspera cidade da província do norte de Serra Leoa.
A cidade esta a 137 quilômetros ao leste de Freetown (capital) , sendo a principal centro comercial, econômico e educacional no norte do país, Tem na exportação de matérias primas uma das principais atividades.